# Primærrute 19
Primærrute 19 är en cirka 41 km lång väg (hovedvej) mellan Köpenhamn och Hillerød på norra Själland i Danmark.
Den går från Hans Knudsens Plads i norra Köpenhamn, förbi Danmarks Tekniske Universitet till Hørsholm, passerar öster och norr om Hillerød och slutar vid anslutningen till Primærrute 16 nordväst om staden, vid Æbelholt kloster.

## Trafikplatser
|  | Nr | Namn        | Skyltning                         |
|  | -- | ----------- | --------------------------------- |
|  | 1a |             | Nordhavnsvej O2                   |
|  | 1b |             | Bernstorffsvej                    |
|  | 2  |             | Tuborgvej O2                      |
|  | 3  |             | Kildegårdsvej                     |
|  | 4  |             | Søgårdsvej                        |
|  | 5  |             | Brogårdsvej                       |
|  | 6  |             | Jægersborg St                     |
|  | 7  |             | Jægersborgvej                     |
|  |    | Kgs. Lyngby | 201 E 47 E 55 Birkerød, Helsingør |
|  | 16 |             | Lyngby C                          |
|  | 15 |             | Lundtofte                         |
|  |    |             | Lærkereden/Storkereden            |
|  | 14 |             | Nærum                             |
|  | 13 |             | Gl. Holte                         |
|  | 12 |             | Vedbæk                            |
|  | 11 |             | Sandbjerg                         |
|  | 10 |             | Hørsholm S 229                    |
|  | 9  |             | Hørsholm C 19 svänger)            |